# Margrit Scheidegger
Margrit Scheidegger (* 2. Januar 1990) ist eine ehemalige Schweizer Unihockeyspielerin. Die meiste Zeit ihrer Aktivkarriere spielte sie für die Red Ants Rychenberg Winterthur, mit kurzen Ausflügen zu Piranha Chur und Malmö FBC. Mit der Schweizer Nationalmannschaft bestritt sie fast 100 Spiele.

## Karriere

### Verein
Scheidegger wuchs in Winterthur auf, trat 1999 im Alter von neun Jahren dem HC Rychenberg Winterthur bei und durchlief danach alle Juniorinnenstufen der ab 2000 davon abgespaltenen Red Ants Rychenberg Winterthur. Mit der Winterthurer U21 wurde sie zwischen 2005 und 2009 dreimal Nachwuchs-Schweizer-Meisterin.
Scheidegger begann ihre Karriere bei den Red Ants Rychenberg Winterthur. 2007 wurde sie erstmals in einem Pflichtspiel für die Red Ants eingesetzt. Zur Saison 2008/09 wurde sie fix in das Kader der ersten Mannschaft befördert. In ihrer ersten Saison absolvierte sie 25 Partien und erzielte dabei fünf Tore und legte vier weitere auf. Scheidegger war als Kämpferin bekannt und galt als eine der schnellsten Spielerinnen der Liga. 2015 spielte sie während eines halben Jahres beim schwedischen Erstligisten Malmö FBC, wo sie im Rahmen ihrer Ausbildung zur Primarschullehrerin studierte.
Am 20. Mai 2018 gab Piranha Chur bekannt, dass Scheidegger zum Schweizer Meister stossen werde. Nach einer Saison kehrte sie aber im Sommer 2019 zurück zu den Red Ants. Im Sommer 2020 erklärte sie nach einer Verletzung ihren Rücktritt.

### Nationalmannschaft
Scheidegger nahm 2008 an der Euro Floorball Tour mit der U19-Nationalmannschaft teil. Noch im selben Jahr gewann sie mit der Schweizer U19 die Weltmeisterschaft in Polen. In fünf Partien erzielte sie drei Tore und gab zwei Assists.
2010 wurde sie vom damaligen Nationaltrainer in die A-Nationalmannschaft einberufen. Sie nahm mit der A-Nationalmannschaft an den beiden Weltmeisterschaften 2012 und 2015 in Tschechien bzw. Finnland teil. 2013 traf sie einmal und legte vier Tore auf. Zwei Jahre später in Finnland gelangen ihr wieder ein Tor und zwei Assists. 2017 in Bratislava (Slowakei) traf sie viermal und legte viermal auf.
Bei der Heim-WM 2019 in Neuenburg erzielte sie insgesamt drei Tore und gab zwei Assists. Ein Tor gelang ihr im Finalspiel gegen Schweden.